# Ricardo de Orueta

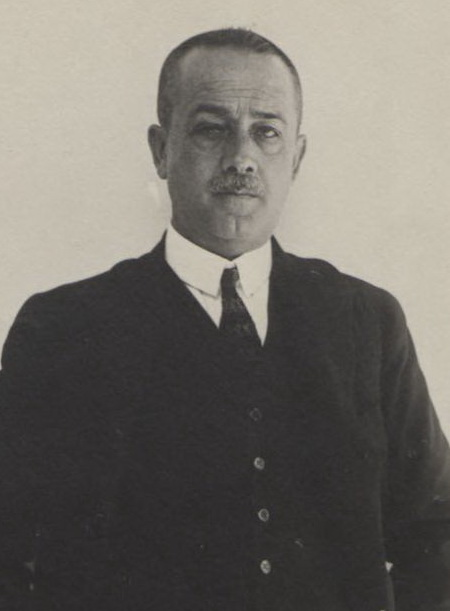
Ricardo de Orueta

Ricardo de Orueta y Duarte (* 1868 in Málaga; † 1939 in Madrid) war ein spanischer Kunstkritiker und Kunsthistoriker.
Ab 1911 lehrte er an der Institución Libre de Enseñanza. Orueta stand in Beziehung zu Juan Ramón Jiménez, José Ortega y Gasset und José Moreno Villa. Als Kunsthistoriker arbeitete er über Bildhauer wie Pedro de Mena, Gregorio Fernández und vor allem Alonso Berruguete, weiters forschte er über spanische Grabplastik. Als Politiker der Zweiten Spanischen Republik gehörte er zum  Partido Reformista und war ein enger Verbündeter von Manuel Azaña. Zwei Mal, 1931–33 und 1936 war er Director general de Bellas Artes und bemühte sich um die Erhaltung des „nationalen Kunstschatzes“ (Tesoro Artístico Nacional) in unruhigen Zeiten. Orueta gründete mehrere Museen, vor allem das heutige Museo Nacional de Escultura in Valladolid.

## Werke
- La vida y la obra de Pedro de Mena y Medrano. CEH, Madrid 1914. (Reprint: Pedro de Mena. Universidad de Málaga, 1989, ISBN 84-7496-169-6)
- Berruguete y su obra. Calleja, Madrid 1917. (Neuausgabe: Ministerio de Cultura-MNCSG, Madrid 2011, ISBN 978-84-8181-485-9. korrigiert, mit einem Vorwort und Fotos Oruetas)
- La escultura funeraria en las provincias de Cuenca, Ciudad Real y Guadalajara. Aache Ediciones, 2000, ISBN 84-95179-44-X.
- La escultura funeraria en España. (inconcluso).